# Diecezja Sulmona-Valva
Diecezja Sulmona-Valva – diecezja rzymskokatolicka we Włoszech. Powstała w 600 jako diecezja Sulmona. Pod obecną nazwą od 1986 (po przyłączeniu terytorium ze zlikwidowanej diecezji Valva, z którą w latach 1053–1986 była połączona unią aeque principaliter).

## Lista ordynariuszy diecezjalnych od 1871
- Tobias Patroni † (1871–1906)
- Nicoláu Jezzoni † (1906–1936)
- Luciano Marcante † (1937–1972)
- Francisco Amadio † (1972–1980)
- Salvador Delogu † (1981–1985)
- Giuseppe Di Falco (1985–2007)
- Angelo Spina (2007–2017)
- Michele Fusco (od 2017)